# Múscul dorsal ample
El múscul dorsal ample (musculus latissimus dorsi) és el múscul més gran, ample i fort de tot el tronc. És un múscul pla i triangular, que cobreix la regió lumbar i les 6 últimes vèrtebres dorsals.
Inicia les seves insercions cobert pel trapezi, en el vèrtex dels processos espinosos de les últimes vèrtebres dorsals. Els fascicles del múscul s'ajunten en una fibra relativament estreta en forma d'espiral, de tal manera que la inserció és més forta. El múscul dorsal ample està present en molts animals, incloent animals extints. És un múscul adductor i rotador del braç cap a dins.

## Origen i trajectòria
Aquest gran múscul té el seu origen en les darreres sis vèrtebres dorsals i en la part posterior de la fàscia lumbodorsal, per mitjà del qual se subjecta a les espines lumbars i a les vèrtebres de l'os sacre, abastant la regió vertebral de T6 fins L5. En les vèrtebres més superiors el múscul és fort i carnós, mentre que en les inferiors té més massa aponeuròtica blanca. Aquest múscul també s'insereix en la cresta ilíaca posterosuperior, al lligament supraespinal i es dirigeix, amb diversos fascicles, en direcció al braç.
Des d'aquest extens origen, les fibres continuen en diferents direccions. Les fibres superiors creuen horitzontalment, les fibres del medi corren obliquament cap amunt i les més inferiors viatgen gairebé horitzontalment fins a convergir totes en un fascicle gruixut, que travessa l'angle inferior de l'escàpula; en general, rep també fibres d'aquest os. El múscul després dona la volta a la vora inferior del múscul rodó major, s'enrotlla sobre si mateix de tal manera que les fibres superiors es tornen primer posteriors i després inferiors, mentre que les fibres verticals donen la volta tornant-se primer anteriors i després superiors.

## Inserció
El múscul dorsal ample acaba en un tendó quadrilàter d'uns 7 cm de llarg que passa davant del rodó major i s'insereix en la corredissa bicipital de l'húmer, en la seva cara posterior. La seva inserció en l'húmer s'estén més amunt que el tendó del pectoral major. En un set per cent de les persones es troba un arc muscular axil·lar independent d'uns 8 cm de llarg i 2 cm d'ample, formant la variació muscular més freqüent en l'aixella. Aquest arc muscular axil·lar, freqüentment anomenat latisimocondili, corre juntament amb una branca inusual de l'artèria axil·lar; neix del tendó del dorsal ample i pot inserir-se a la fàscia branquial, en l'húmer, en l'epicòndil lateral i olècranon o, fins i tot, al cap del múscul tríceps. El dorsal ample també té alguns fascicles que arriben a l'angle de l'escàpula i a les quatre últimes costelles per digitacions carnoses que s'interposen entre fascicles similars provinents del múscul oblic extern de l'abdomen.

## Acció
El dorsal ample és un extensor de l'espatlla i també un aproximador. És també un rotador intern d'aquesta articulació. És un múscul que ajuda a impulsar-se en la natació en l'estil de papallona i, a més, afavoreix l'adherència en l'escalada. Aquest múscul és a més un múscul expirador, que es posa de manifest en les expiracions fortes i brusques, com per exemple en la tos. La contracció muscular del múscul se sent particularment durant l'acció forçada del tossir. Les seves accions secundàries són les d'estabilitzar la pelvis i ajudar els músculs erectors de la columna a redreçar la columna.

## Innervació i irrigació
Aquest múscul és innervat pel nervi del dorsal ample (nervis espinals C6 - C8) o nervi toracodorsal, procedent de la branca posterior del plexe braquial. El nervi toracodorsal innerva fins i tot a les projeccions variants del dorsal ample, encara que no és infreqüent que altres nervis propers de l'àrea, incloent el nervi pectoral, enviïn prolongacions nervioses al dorsal ample. La irrigació sanguínia és produïda per l'artèria escapular dorsal, branca de l'artèria subclàvia, i de l'artèria subescapular, branca de l'artèria axil·lar.

## Cirurgia
Per la seva gran grandària, el penjall del múscul dorsal ample és un dels més versàtils i funcionals en cirurgia plàstica, traumatologia i ortopèdia, convertint-se una alternativa útil per a la reconstrucció de les extremitats deformades per trauma, cremades o càncer, cobrint defectes petits i de grans extensions, utilitzant-se en la reconstrucció de diferents àrees corporales.

## Imatges

Posició del múscul dorsal ample (es mostra en vermell). Animació.
. El tòrax sense les costelles 10-12. Animació.
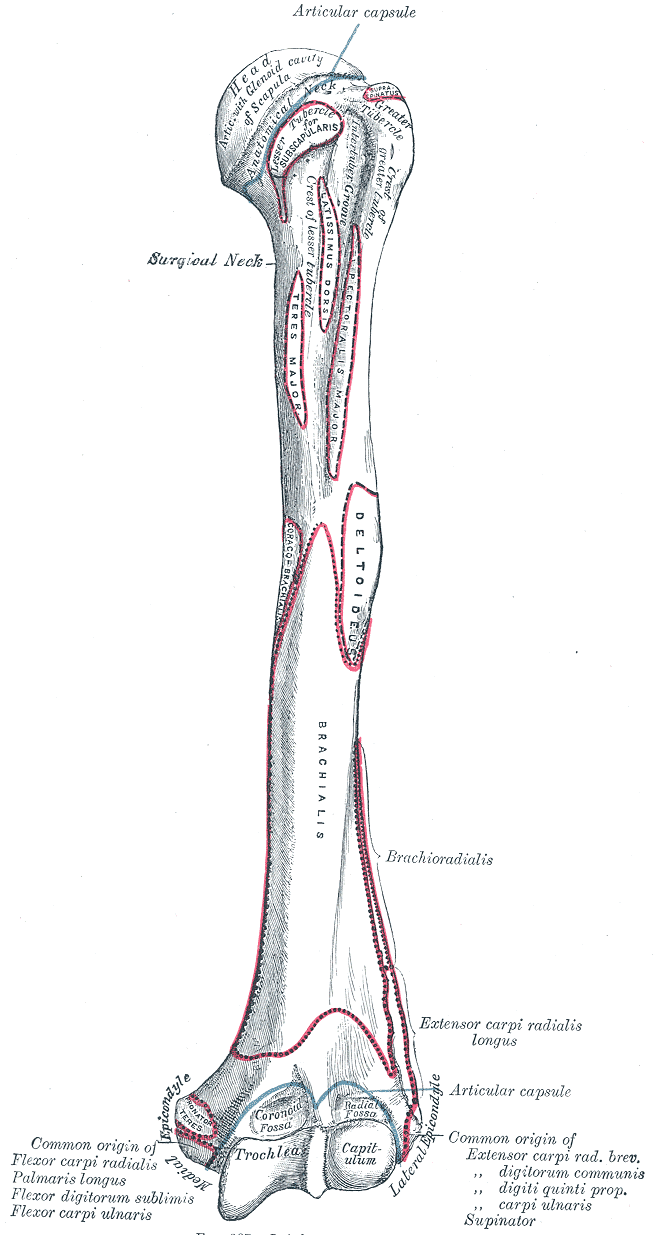
Húmer esquerre, vista frontal.
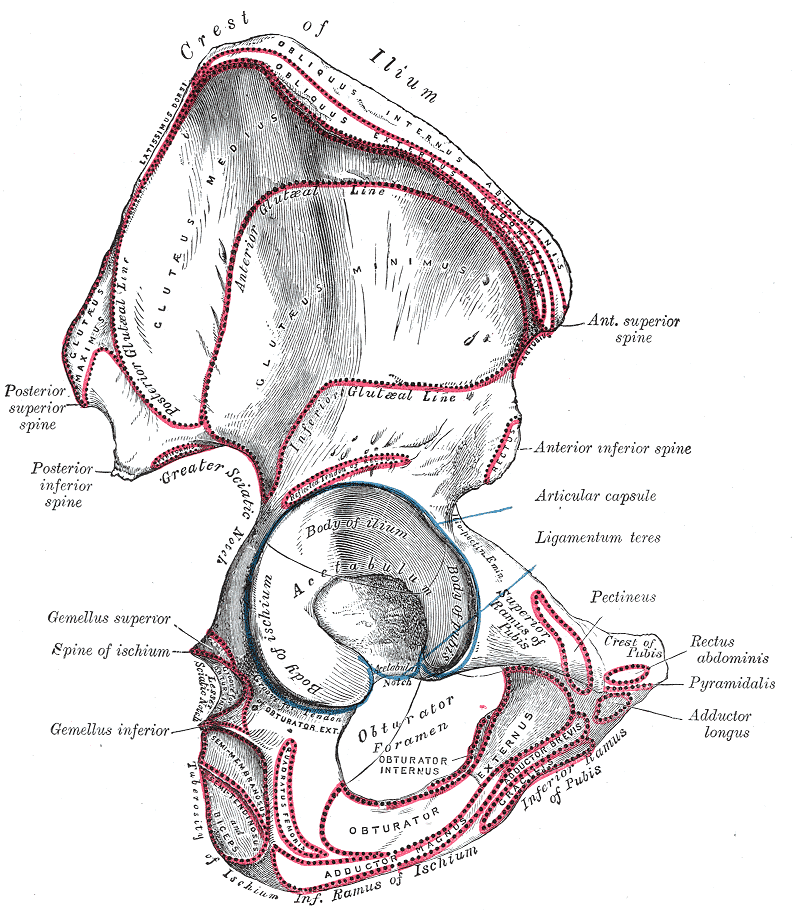
Os del maluc dret. Superfície externa.
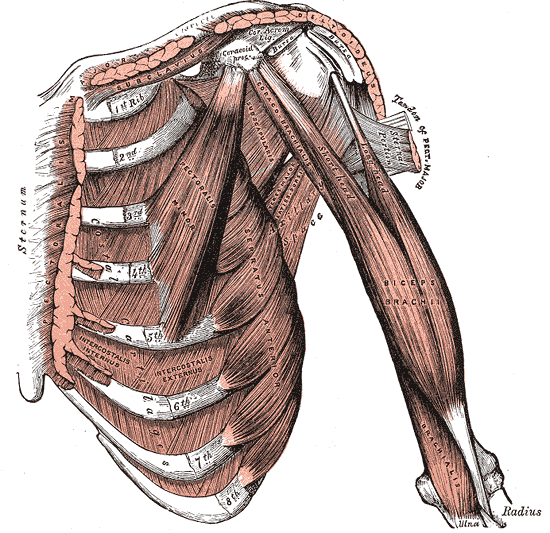
Músculs profunds del pit i la part davantera del braç.
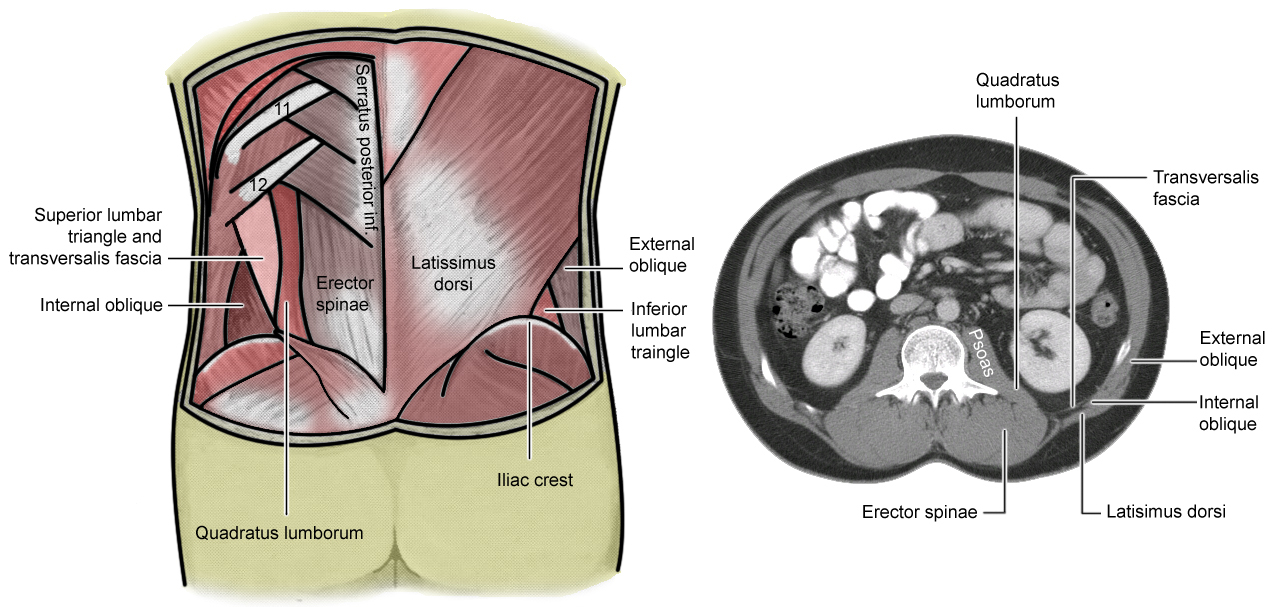
Triangle lumbar
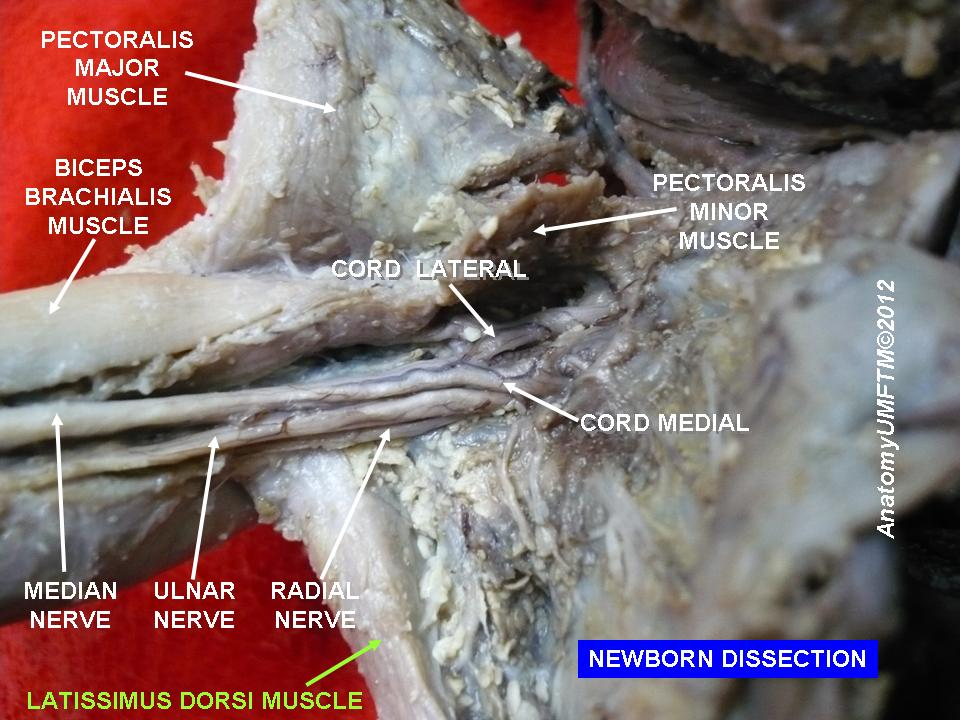
Múscul dorsal ample
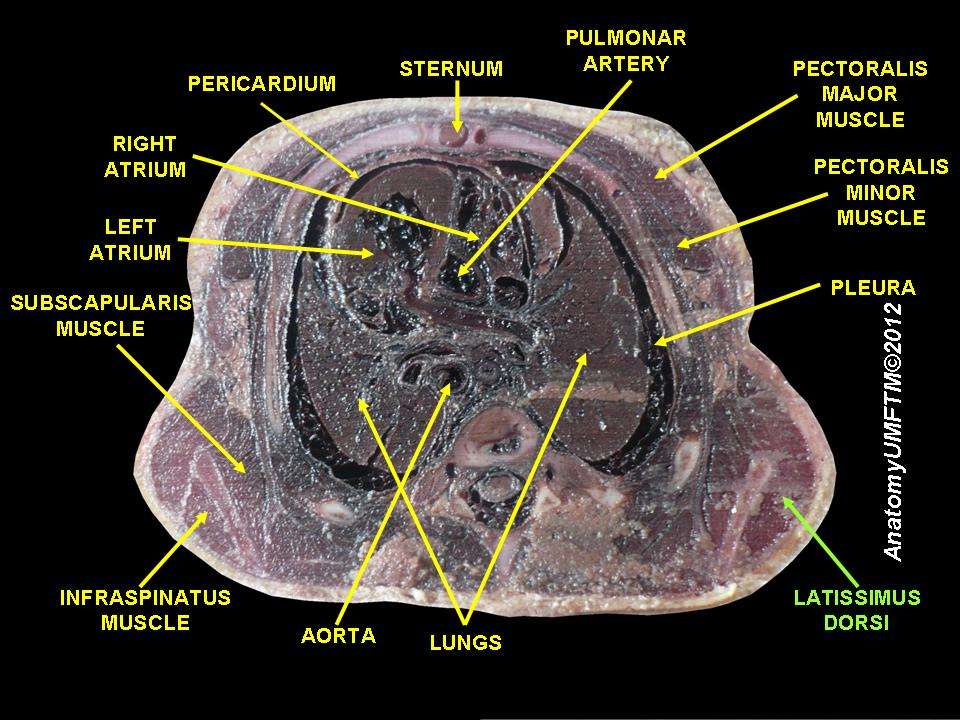
Múscul dorsal ample